# Mikroregion Nova Venécia

Mikroregion Nova Venécia

Mikroregion Nova Venécia – mikroregion w brazylijskim stanie Espírito Santo należący do mezoregionu Noroeste Espírito-Santense. Ma powierzchnię 3.618,2 km²

## Gminy
- Águia Branca
- Boa Esperança
- Nova Venécia
- São Gabriel da Palha
- Vila Pavão
- Vila Valério